# اکرنسوا
اکرنسوا (به لاتین: Acherensua) در غنا است که در استان برونگ-آهافو واقع شده‌است.